# Jannicke Geitskaret
Jannicke Hansen Geitskaret, född 16 juli 1976 i Bergen, Norge, är en norsk meteorolog och sedan 2004 väderpresentatör i Sveriges Television.
Geitskaret växte upp på Flaktveit i bergensstadsdelen Åsane. Under grundskoleåren gick hon i en parallellklass till Hilde Holdhus, som senare blev väderpresentatör på norska TV2. Hon läste fysik och meteorologi på Universitetet i Bergen. Efter att ha slutfört sina studier under hösten 2000 flyttade hon till sin svenske pojkvän i Stockholm. Hon fick anställning vid Arlanda flygplats, där hon arbetade med att ta fram väderprognoser för flygtrafiken och med att producera kortare vädernyheter för Radio Stockholm. År 2004 blev hon rekryterad till SVT. I början presenterade hon endast vädret i kanalens regionala nyhetssändningar men senare har hon även synts i de nationella sändningarna i bland annat Sverige idag, Gomorron Sverige och Rapport.
Geitskaret, som flyttade till Sverige i vuxen ålder, talar svenska utan brytning. Hon har uppgett att det var nödvändigt att anpassa sig.